# 星屑の街
「星屑の街」（ほしくずのまち）は、ゴスペラーズ21作目のシングル。2002年11月13日にキューンミュージックから発売された。

## 概要
表題曲の「星屑の街」は、フジテレビ系テレビドラマ『天才柳沢教授の生活』の主題歌に使用されており、「第53回紅白歌合戦」でも歌唱された。カップリング曲「UPPER CUTS 9502(MEDLEY)」は、「イントロ'96」「夜をぶっとばせ」「侍ゴスペラーズ」「イントロ'95」「Get me on」「FRENZY」で構成されたメドレー曲である。

## 収録曲
1. 星屑の街 [4:45]
  - 作詞・作曲：北山陽一・安岡優／編曲：北山陽一
  - メンバー全員にソロパートがある
2. こういう曲調好き [3:22]
  - 作詞・作曲・編曲：酒井雄二
3. UPPER CUTS 9502 (MEDLEY) [7:29]
  - 編曲：北山陽一・村上てつや

## カバー
星屑の街
- SOLIDEMO - 『BOYS meet HARMONY』に収録[6]。

## 収録アルバム
- 天才柳沢教授の生活 オリジナル・サウンドトラック[注釈 1] - 2002年11月20日発売[7]
- アカペラ - 2002年12月4日発売[8]
- LOVE STORIES II - 2003年10月1日発売[9]
- G10 - 2004年11月17日発売[10]
- ポリアフ ukulele winter album "in the island"（邦楽編） - 2004年11月21日発売[11]